# Linia Kalininskaja
Linia Kalininskaja (ros. Калининская) – linia metra moskiewskiego oddana do użytku 30 grudnia 1979 roku. Biegnie od wschodu do centrum miasta, posiada 8 stacji, długość to 16,3 km. Na mapie oznaczana numerem 8 i żółtym kolorem. Nazwana od dzielnicy administracyjnej  Kalinińskiej zlikwidowanej w latach 90., która była nazwana na cześć radzieckiego polityka Michaiła Kalinina (przez długi czas sprawował w ZSRR urząd formalnego głowy państwa) – obecnie jedyna linia ma nazwę po osobie, a nie regionie który obsługuje.

## Historia i specyfikacja
Pierwszy odcinek linii (Nowogiriejewo – Marksistskaja) zbudowano na olimpiadę w Moskwie. Od tego czasu plany rozwoju linii wielokrotnie się zmieniały i ostatecznie poszerzono ją o jedną nową stację w kierunku środka miasta (Trietjakowskaja) oraz jedną poza granicy miasta (Nowokosino) która leży na granicy Moskwy i miasta Rieutow. Obecne plany zakładają rozwój linii w kierunku północnym, rozwój w kierunku centrum (aż do stacji Wystawocznaja lub Mieżdunarodnaja linii Filowskiej) od dwóch dziesięcioleci jest zawieszony z powodów finansowych i kolejności priorytetów.

Poszczególne stacje były otwierane w kolejności:
- 30 grudnia 1979 – Nowogiriejewo – Marksistskaja (11,4 km, 6 stacji)
- 25 stycznia 1986 – Marksistskaja – Trietjakowskaja (1,7 km, 1 stacja)
- 30 września 2012 - Nowogirejewo - Nowokosino.

Linia jest obsługiwana przez jedną zajezdnię – 	TCz-12 Nowogiriejewo (ТЧ-12 «Новогиреево»).

## Lista stacji
- Nowokosino (Новокосино) - przejście na linię MCD-4
- Nowogiriejewo (Новогиреево) - przejście na linię MCD-4
- Pierowo (Перово)
- Szosse Entuznastow (Шоссе Энтузиастов)
- Awiamotornaja (Авиамоторная)
- Płoszczad´ Iljicza (Площадь Ильича) – przejście na linię Lublinsko-Dmitrowskają
- Marksistskaja (Марксистская) – przejście na linie okrężną i Tagańsko-Krasnopriesnieńską
- Trietjakowskaja (Третьяковская) – przejście na linie Kałużsko-Ryską i Zamoskworiecką

## Galeria

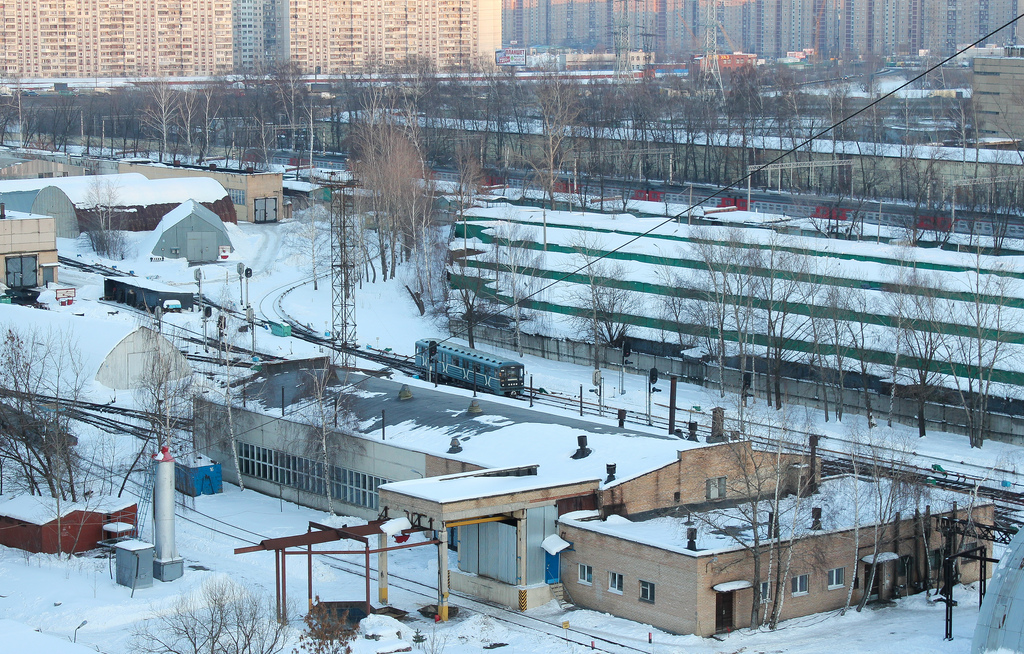
Zajezdnia Nowogiriejewo
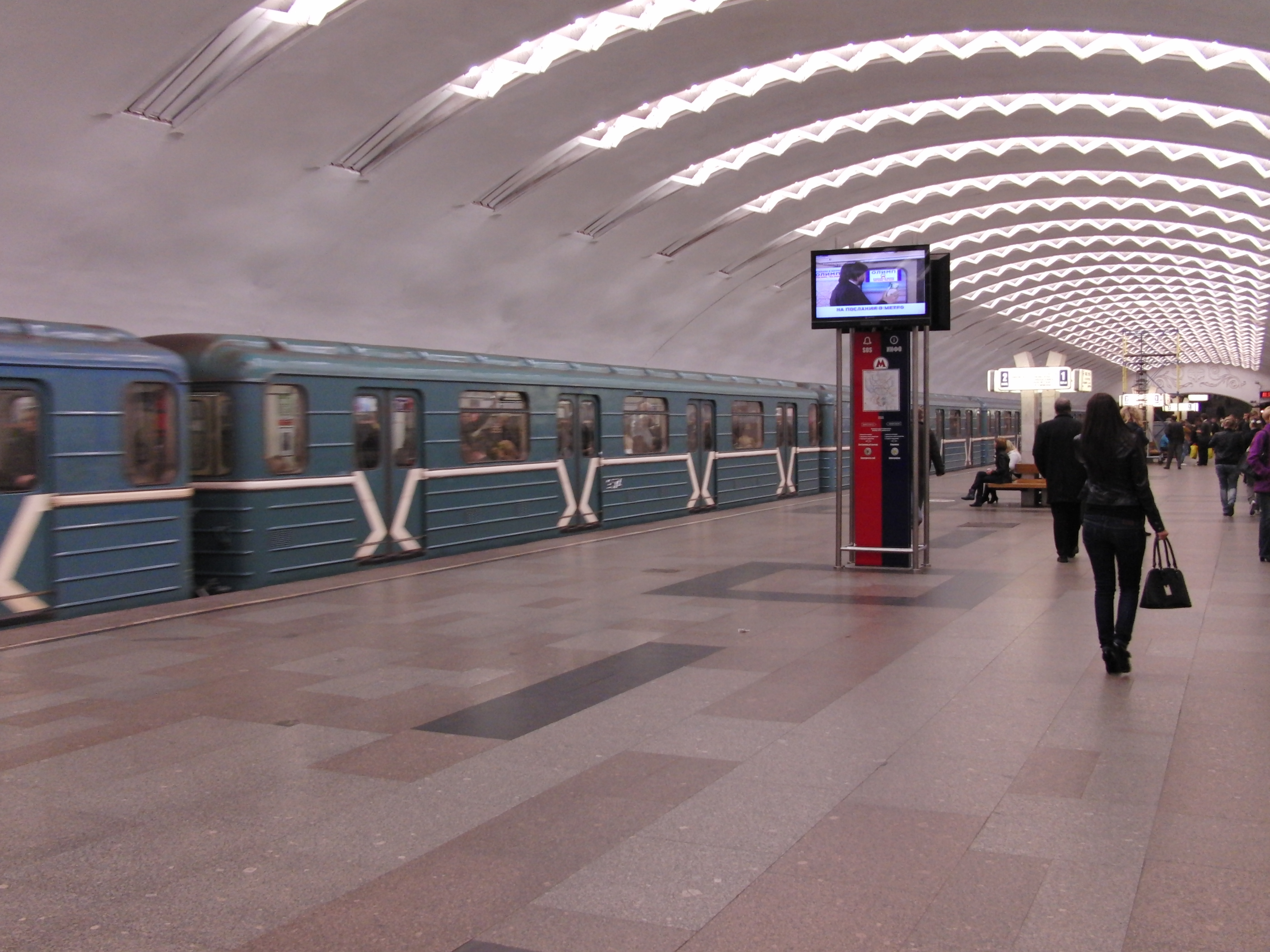
Stacja Pierowo
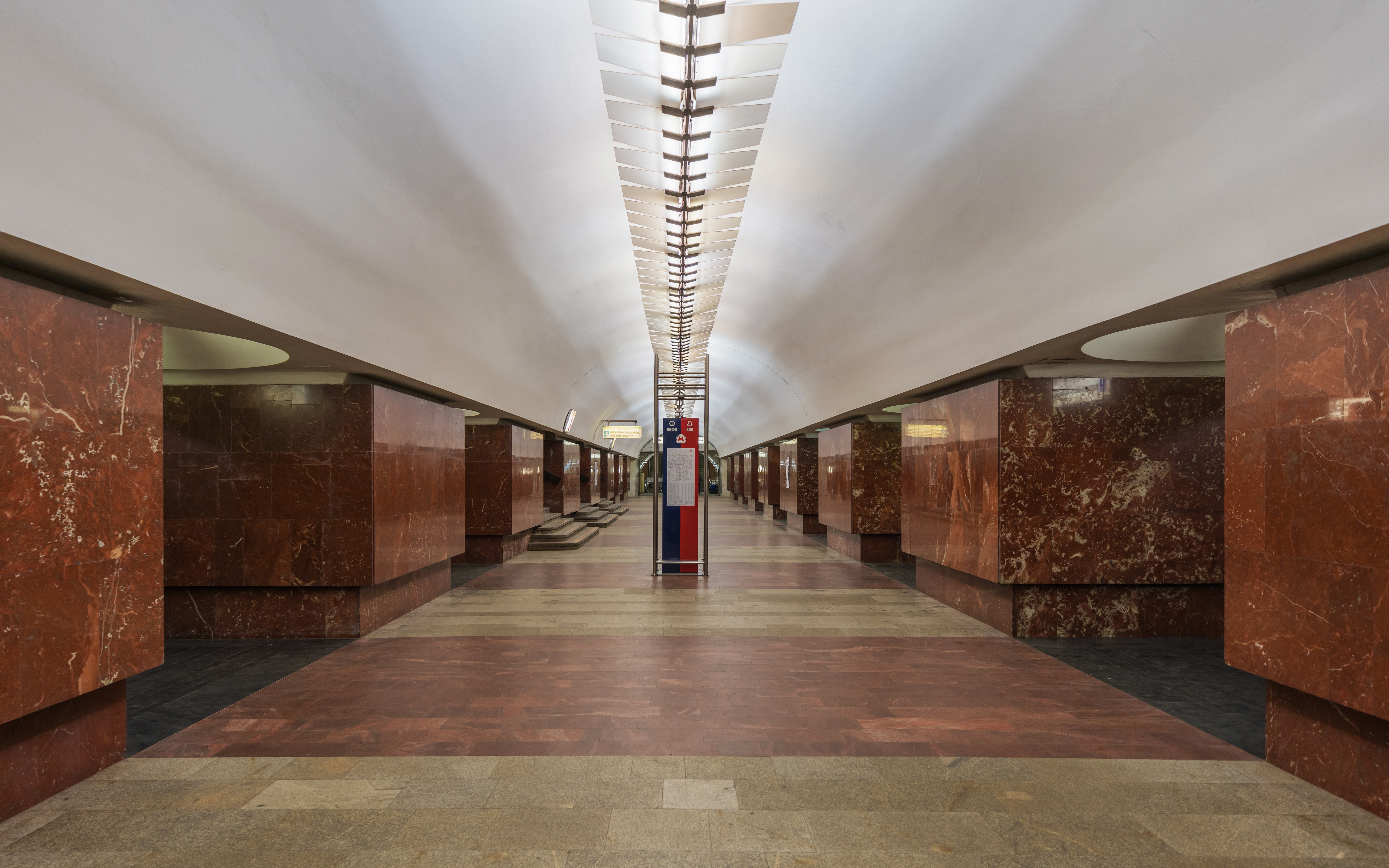
Stacja Płoszczad' Ilicza